# Kawasaki Ki-45
El Kawasaki Ki-45 Toryu (屠龍 asesino de dragones?) fue un avión de caza bimotor y biplaza utilizado por el Servicio Aéreo del Ejército Imperial Japonés durante la Segunda Guerra Mundial. El ejército japonés le dio la designación «Caza Biplaza Tipo 2» (二式複座戦闘機), y su nombre en clave para los Aliados era “Nick”.

## Servicio en Japón
Lo más destacable de este caza pesado de Kawasaki fue su excelente radio de giro, proporcionado por sus alas con el centro ancho y puntas largas. Gracias a esto su tasa de trepada se estimaba superior a 16,2 m/s. Esto y muchos factores más le otorgaron el título de la «plataforma perfecta» permitiendo así una serie de notables modificaciones tales como «avión de ataque», «caza bombardero» y «caza nocturno». Este último portaba un radar de búsqueda avanzada y un cañón de 37 mm; sin lugar a dudas se destacó muy bien en el teatro del Pacífico y su gran parecido con el Bf-110 infundía factor sorpresa entre los pilotos aliados.

## Variantes

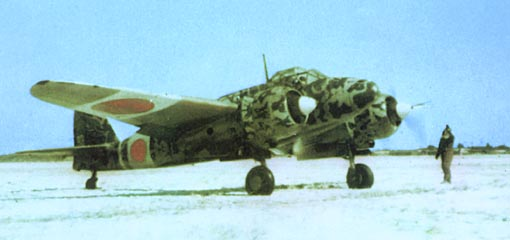
Kawasaki Ki-45 en tierra.

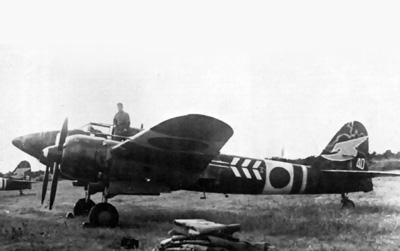
Un Kawasaki Ki-45 utilizado en la defensa del archipiélago japonés, como indica la banda blanca junto al Hinomaru.

Ki-45Prototipo
KI-45 Tipo 1Modelos modificados
Ki-45 KAIPrototipo
Ki-45 KAIPreproducción
Ki-45 KAIa ToryuCaza biplaza Tipo 2 del Ejército. Versión A de la serie.
Ki-45 KAIbVersión B, contra objetivos terrestres o navales, con motores Mitsubishi Ha-102 de 780 kW (1050 HP).
Ki-45 KAIcVersión C, modificación de la versión B, caza nocturno equipado con un cañón Ho-203 de 37 mm en posición ventral, dos cañones Ho-5 de 20 mm en posición frontal-dorsal estilo Schräge Musik, y una ametralladora Tipo 98 de 7,92 mm en la cabina trasera.
Ki-45 KAIdVersión D, contra objetivos navales, con dos cañones de 20 mm y uno de 37 mm en posición ventral más una ametralladora de 7,92 mm en la cabina trasera.
Ki-45 IISólo un ejemplar completado como prototipo experimental del Ki-96.
Producción total: 1.691 o 1.701 unidades.

## Operadores
Japón
- Servicio Aéreo del Ejército Imperial Japonés

 República Popular China
- Fuerza Aérea del Ejército Popular de Liberación. Ejemplares capturados en posguerra.

## Especificaciones (Ki-45 KAIc)
Referencia datos: Japanese Aircraft of the Pacific War

### Características generales
- Tripulación: 2
- Longitud: 11 m
- Envergadura: 15,02 m
- Altura: 3,7 m
- Superficie alar: 32 m²
- Peso vacío: 4.000 kg
- Peso cargado: 5.500 kg
- Planta motriz: 2× Mitsubishi Ha-102 Zuisei, radial de 14 cilindros en doble hilera.
  - Potencia: 783 kW (1050 HP) cada uno.
- Hélices: 1× Tripala por motor.

### Rendimiento
- Velocidad máxima operativa (Vno): 540 km/h
- Alcance: 2.000 km
- Techo de vuelo: 10.000 m
- Régimen de ascenso: 11,7 m/s
- Carga alar: 171,9 kg/m²
- Potencia/peso: 0,26 kW/kg

### Armamento
- Ko: 1× 20 mm, 2× 12,7 mm, 2× 7,92 mm
- Otsu: 1× 37 mm, 2× 12,7 mm, 1× 7,92 mm
- Hei: 1× Ho-203 37 mm, 1× Ho-3 20 mm, 1× Tipo 98 7,92 mm
- Tei: 1× 37 mm, 2× 20 mm
- Bo: 1× 40 mm

### Aeronaves similares
- Focke-Wulf Fw 187
- Messerschmitt Bf 110
- Nakajima J1N
- Westland Whirlwind

### Listas relacionadas
- Anexo:Cazas de la Segunda Guerra Mundial